# آلمان شرقی در المپیک تابستانی ۱۹۸۰
ورزشکارانی از آلمان شرقی (جمهوری دموکراتیک آلمان) در بازی‌های المپیک تابستانی ۱۹۸۰ در مسکو، اتحاد جماهیر شوروی به رقابت پرداختند. ۳۴۶ شرکت کننده، ۲۲۲ مرد و ۱۲۴ زن، در ۱۶۷ رویداد در ۱۷ رشته ورزشی شرکت کردند.